# Hypostomus punctatus
Hypostomus punctatus (лат.) — вид лучепёрых рыб из семейства кольчужных сомов, обитающий в Южной Америке.

## Описание

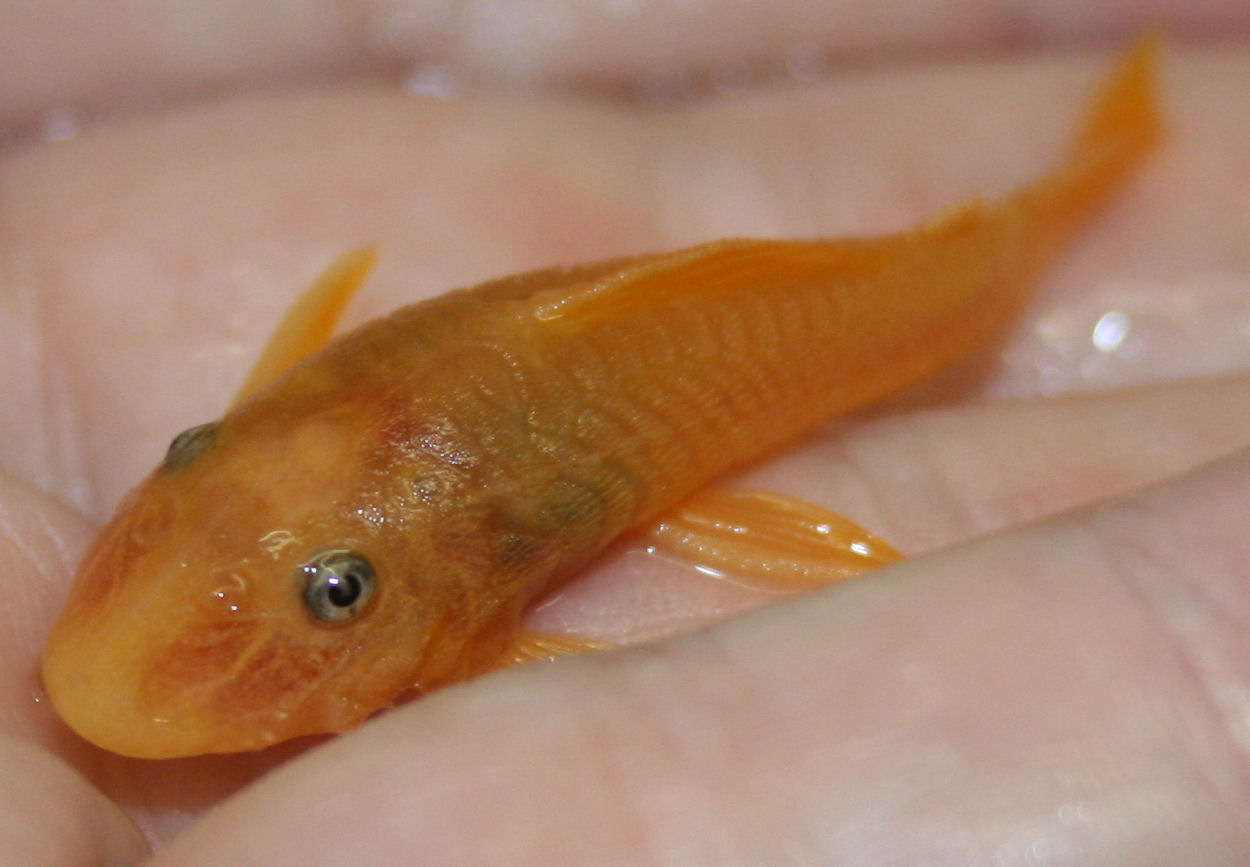
Альбиносная форма

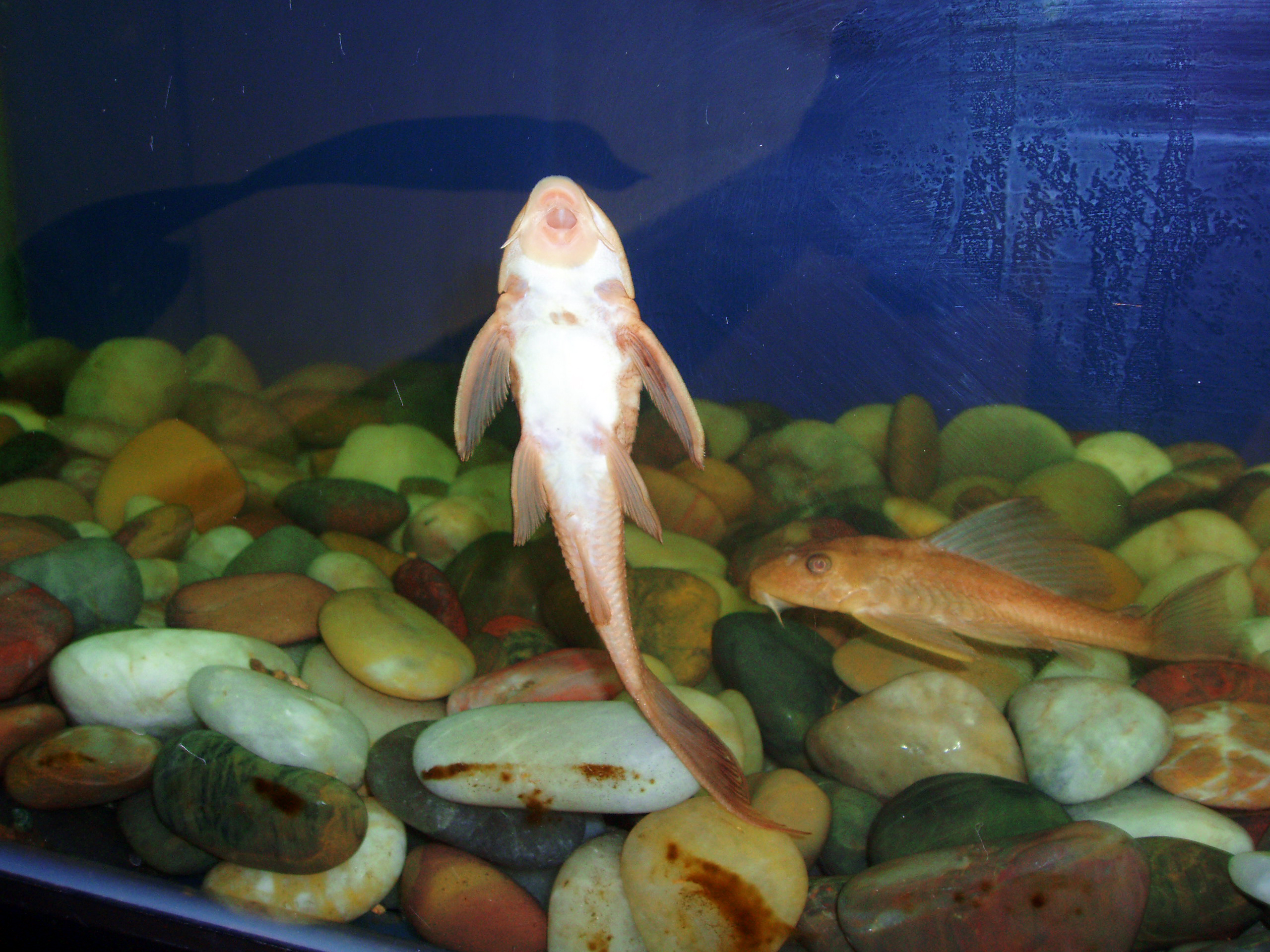

Общая длина достигает 30 см. Голова удлинённая, немного уплощённая сверху в области рыла. У самцов в период нереста на голове появляются выросты, после завершения нереста они исчезают. Рот представляет собой своеобразную присоску. Зубы в форме ложки. Туловище крепкое, удлинённое, покрыто костными пластинками. Спинной плавник довольно высокий, умеренно длинный, с 1 жёстким лучом, на котором есть одонтоды (кожаные зубчики). Грудные плавники умеренно широкие, с короткой основой. У самца на первых лучах грудных плавников имеются шипики. Жировой плавник маленький. Хвостовой плавник большой, вогнутый.
Окраска светло-серая с многочисленными мелкими коричневыми пятнами, которые разбросаны по всему телу. Есть альбиносная и пятнистая формы. Молодь светло-коричневая.

## Образ жизни
Это донная рыба. Предпочитает чистую воду. Встречается в реках с быстрым течением и затопленных областях. Является одиночкой. Днём прячется среди коряг и растений, активна в сумерках и ночью. Питается водорослями и детритом.

## Распространение
Обитает в прибрежных реках атлантического побережья Бразилии и Уругвая. Акклиматизированы на Кубе, в Таиланде и Индонезии.